# ナイキ・バイパー
ナイキ・バイパー（英: Nike Viper）はアメリカ合衆国の2段式観測ロケット。1段目にナイキを使用し、2段目にバイパー（Viper）を使用した。 1960年2月4日に初発射し、同年9月30日を最後に4度打ち上げられた。

## 性能
- 最高高度: 80km
- 推力: 217 kN（離陸時）
- 重量: 600 kg
- 全長: 8.00 m
- 直径: 0.42 m